# Cheurfa Tizi Tegyar
Le village Cheurfa, dit de Tizi n tegyar, est situé à proximité du CW34 et distant de 7 km à l’est de la commune de Taourirt Ighil, implanté sur une surface plane verdâtre au milieu d’une suite de montagnes, offrant une extraordinaire vue panoramique sur les localités de Béni Ksila et d'El Kseur.
Village historique et révolutionnaire des saints marabouts, a des atouts touristiques incontestables : le lac d’une beauté féerique, implanté à quelques mètres du CW34. Le village est renommé notamment par ses sources d’eau abondante, les fontaines publiques bâties du temps de la colonisation (Tala Ouguelmim, Tinqicht, Taâwint), ajoutant à ça, la source dite de Ali W' Brahem sur le CW34; réputée pour son efficacité contre les calculs rénaux, les mausolées de Cheikh Améziane et de Sidi Touati, deux huileries traditionnelles et une pierre portant des inscriptions romaines, sont d’ailleurs les lieux de prédilection des visiteurs. 
Nonobstant de sa situation stratégique et son relief offrant des possibilités de développement.
Cheurfa se réduit à un simple ensemble d’habitations dépourvues de tout ce qui est vital, il compte approximativement 100 habitations où vivent près de 220 âmes.
Dans la dernière étude (réalisée fin 2009) du bureau exécutif de l’association du village, sur les critères démographiques dudit village, la composition humaine des moins de 6 ans, 12,32 % ; entre 6 et 12 ans, 10,12 % ; entre 12 et 40 ans, 30,87 % et enfin 46,69 % pour les personnes âgées de plus de 40 ans. Dans l’analyse de ces résultats,  la plupart de la population, soit 30 % , appartient à la catégorie des jeunes, dont plus de 25 % de ces derniers ont un niveau universitaire.

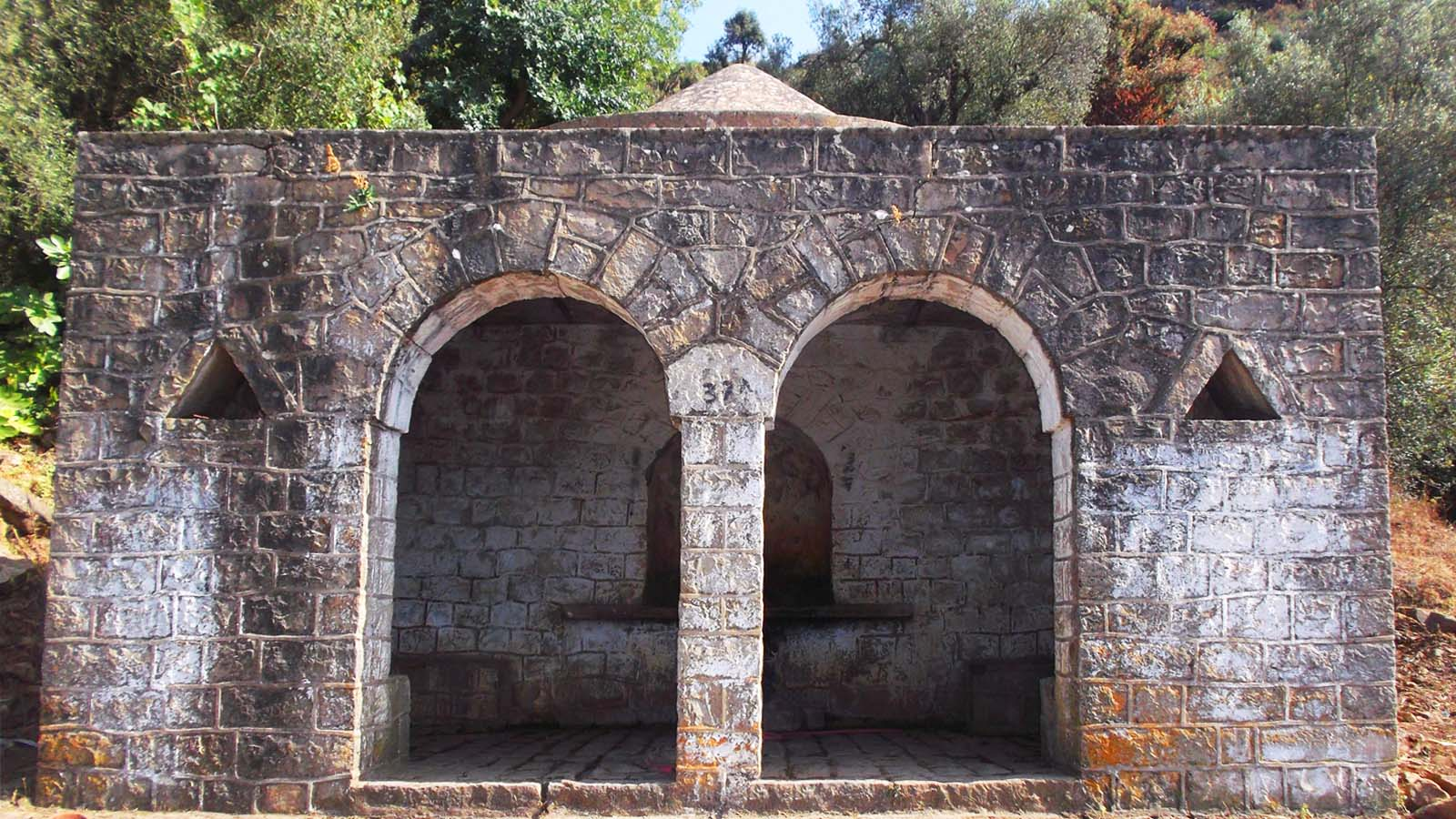
Ancienne Fontaine de femmes au village Cheurfa,  Cne. Taourirt-Ighil, Béjaia
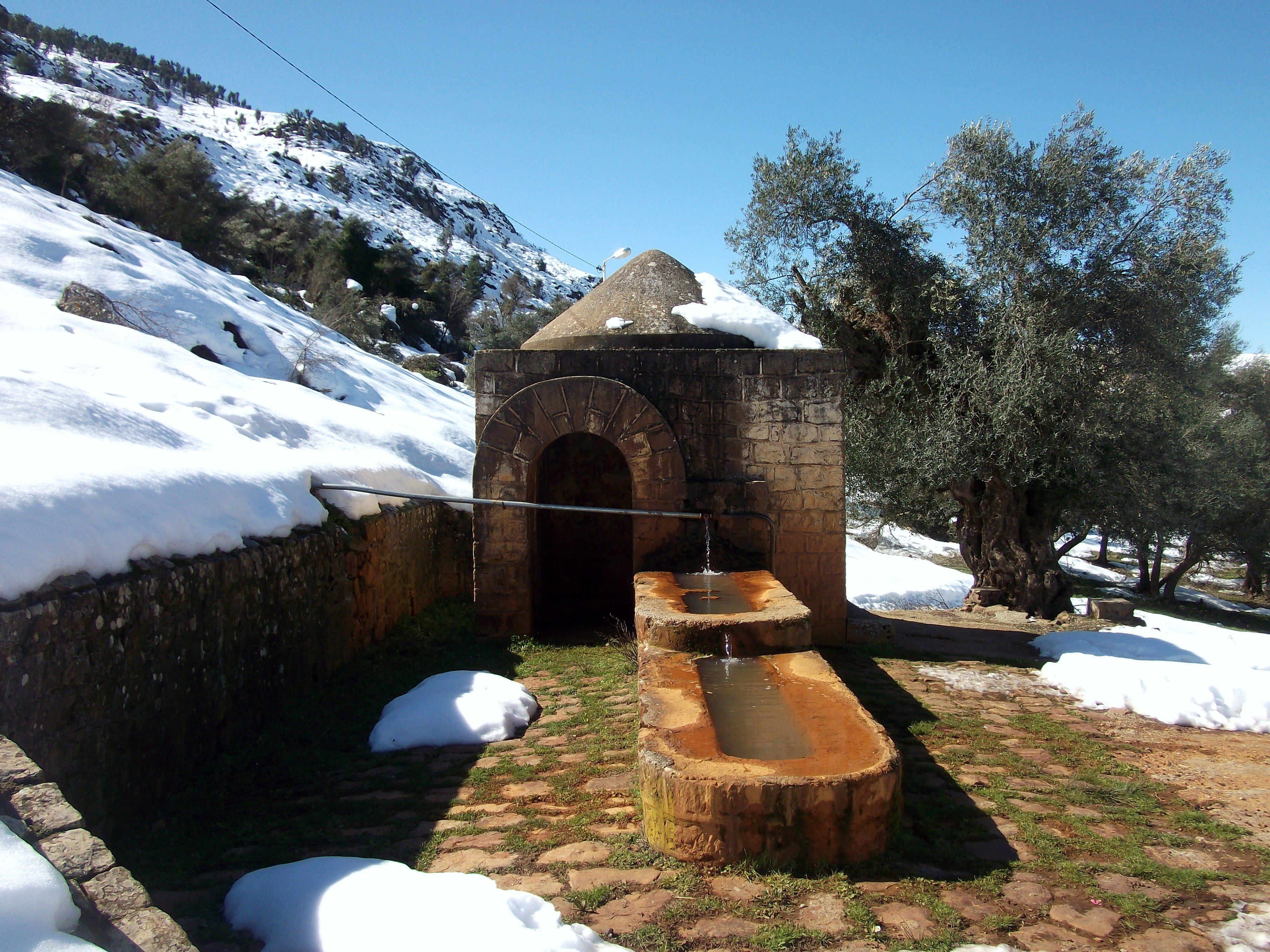
Fontaine: Tala ouguelmim du village Cheurfa commune de Taourirt ighil
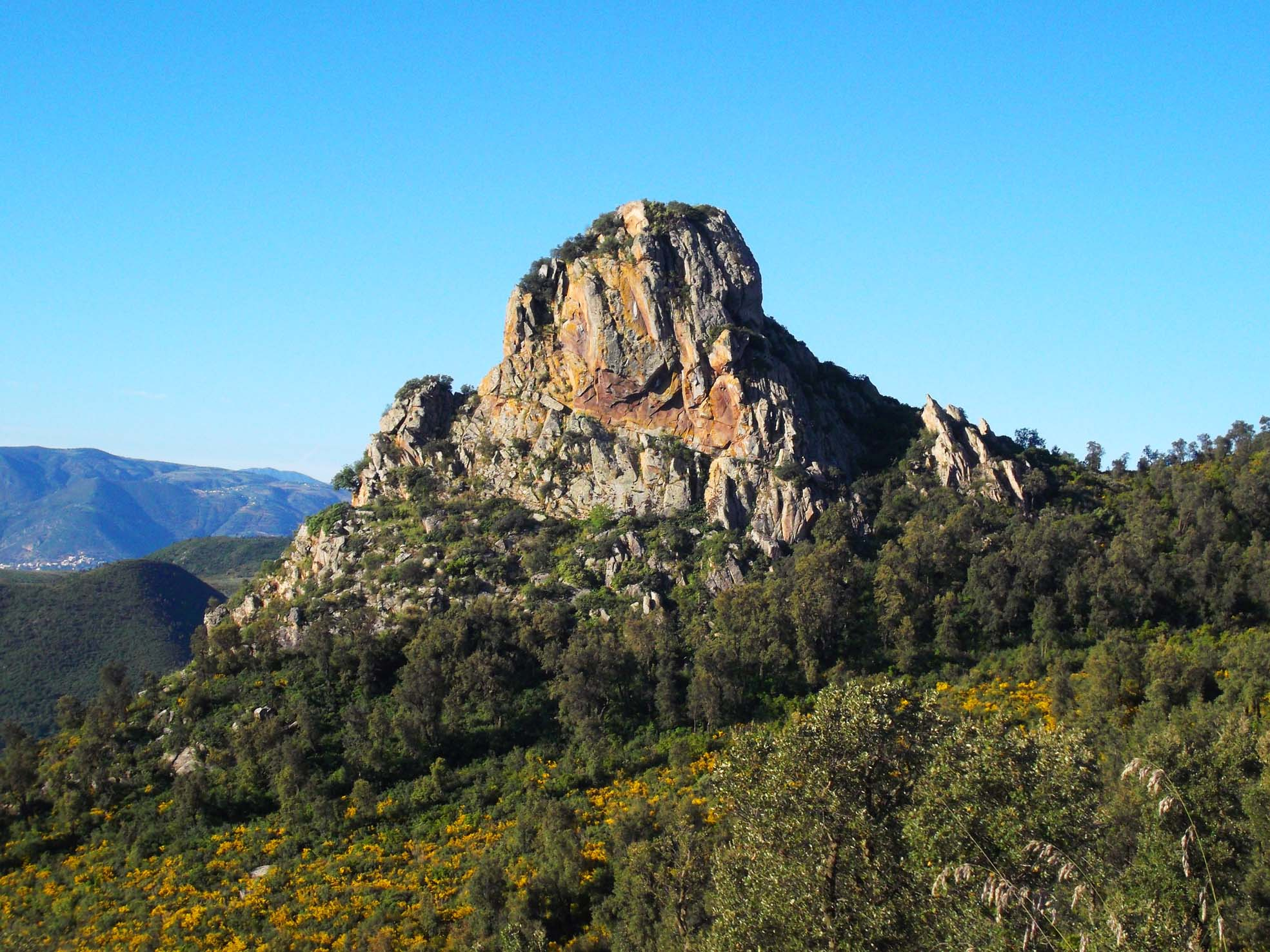
Rocher au village Cheurfa,
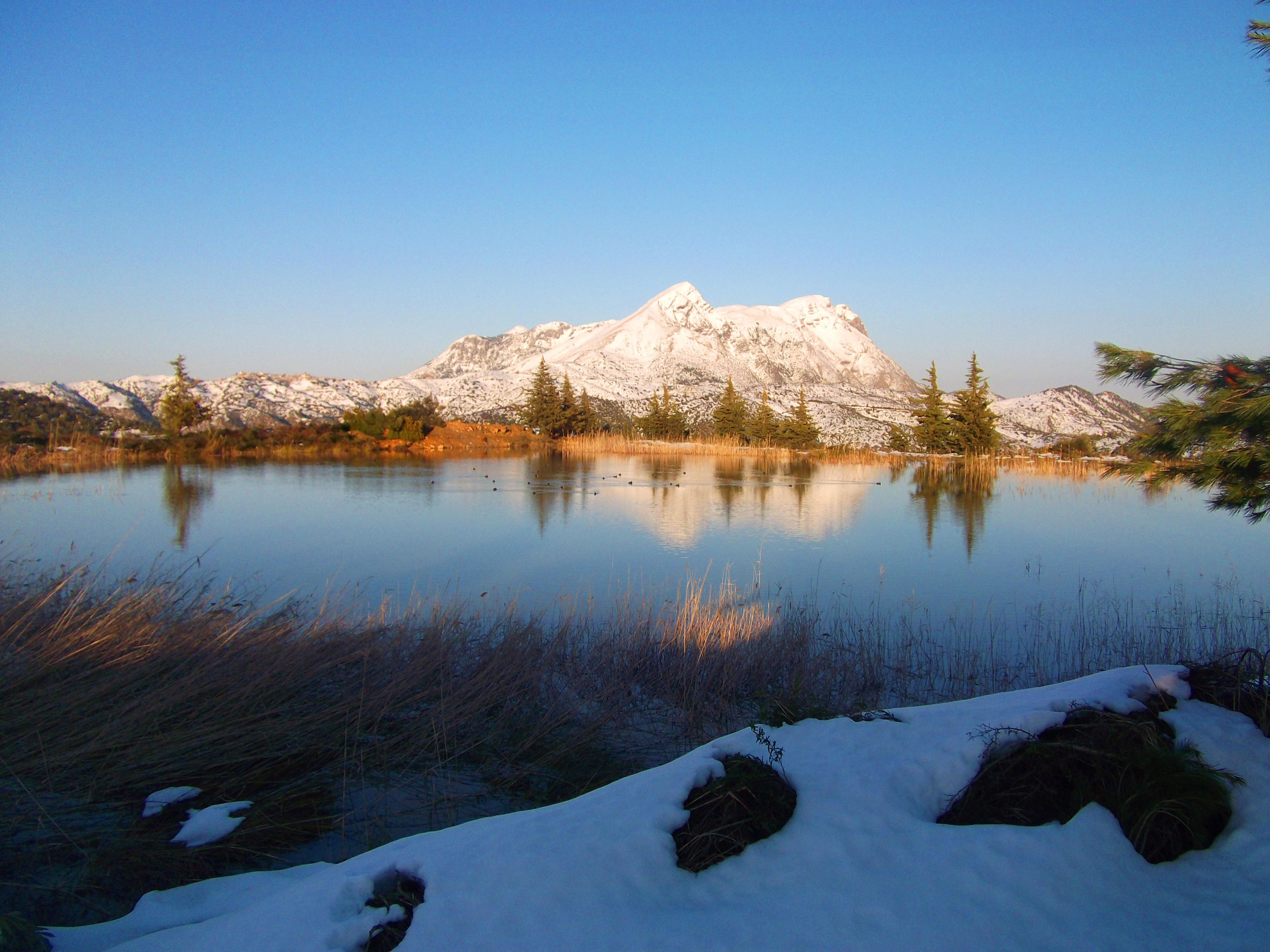
Lac du village Cheurfa commune de Taourirt ighil

## Étymologie
Le nom du village est d'origine arabe qui selon sa signification "Cheurfa"," الشـرفـاء "  se sont les descendants de Mahomet par sa fille Fatima via l'un de ses deux petits-fils, Hassan et Hussayn.